# لیوسی سئومیان
لیوسی سئومیان-آرزومانیان (ارمنی: Լյուսի Սևումյան-Արզումանյան؛  ۱۸۹۲ - ۱۳ سپتامبر ۱۹۶۹) یک بازیگر و خواننده سوپرانو اهل ارمنستان است. وی بین سال‌های - تا - میلادی فعالیت می‌کرد.

## زندگی‌نامه
وی با نام اصلی لوسابر (لیوسی) یرمیایی خاندانیان (ارمنی: Լուսաբեր Լյուսի Երեմիայի Խանդանյան) در ۱۸۹۲ در آلکساندراپول به دنیا آمد .   وی در ۱۳ سپتامبر ۱۹۶۹ در سن ۷۷ سالگی در میلان درگذشت.